# 五條市立五條南小学校
五條市立五條南小学校（ごじょうしりつ ごじょうみなみしょうがっこう）は、奈良県五條市にある公立小学校。

## 概要
2021年春、3校（野原小学校、阪合部小学校、西吉野小学校）を統合し開校。

## 沿革
- 2021年 - 開校

## 通学区域
- 野原西1丁目から野原西6丁目
- 野原中1丁目から野原中6丁目
- 野原東1丁目から野原東7丁目
- 野原町、牧町、霊安寺町、御山町、丹原町
- 生子町、中町、黒駒町、大野町、山陰町
- 表野町、大津町、火打町、田殿町、相谷町
- 上野町、犬飼町、阪合部新田町、畑田町
- 釜窪町の一部、大深町、樫辻町
- 西吉野町の各地区（五條東小学校区に属する西吉野町の一部を除く）
- 大塔町の各地区

## 周辺
- 吉野川
- 五條南小学校前交差点
- 旧野原小学校

## 通学区域が隣接している学校
- 五條市立牧野小学校
- 五條市立五條小学校
- 五條市立五條東小学校
- 下市町立下市あきつ学園
- 黒滝村立黒滝小学校
- 天川村立天川小中学校
- 上北山村立上北山やまゆり学園
- 十津川村立十津川第一小学校
- 野迫川村立野迫川小中学校

以下は和歌山県。
- 高野町立富貴小学校
- 橋本市立恋野小学校
- 橋本市立隅田小学校